# تشارلي إيتكن
تشارلي إيتكن (بالإنجليزية: Charlie Aitken)‏ هو لاعب كرة قدم بريطاني، ولد في 19 يوليو 1932 في Gorebridge ‏ في المملكة المتحدة، وتوفي في 12 يناير 2008. شارك مع منتخب اسكتلندا الثانوي لكرة القدم ‏. أما مع النوادي، فقد لعب مع نادي ماذرويل.